# Kiyomizu-dera (Isumi)

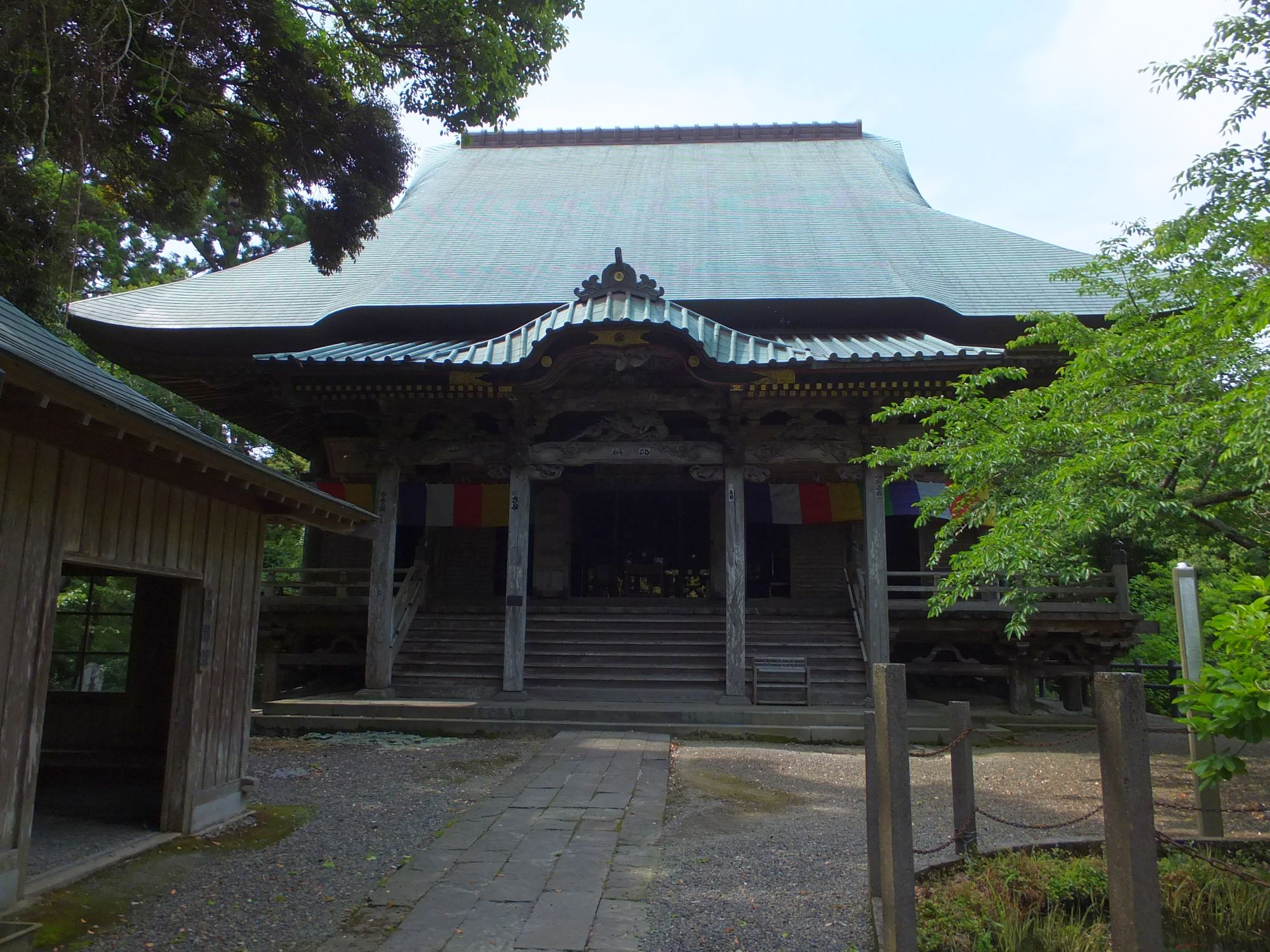
Haupthalle

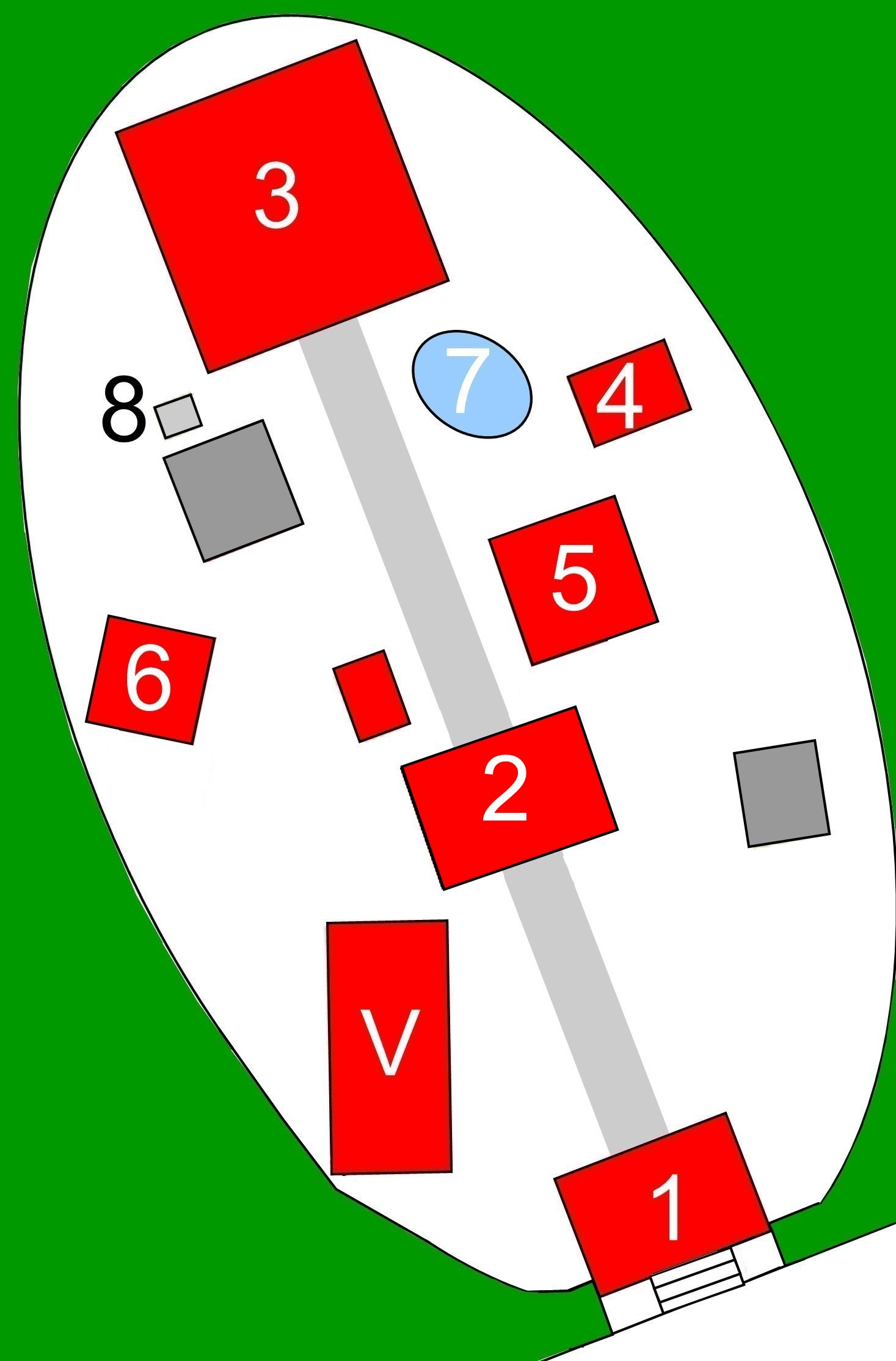
Plan des Tempels (s. Text)

Der Kiyomizu-dera (japanisch 清水寺) mit den Bergnamen Otowa-yama (音羽山) ist ein Tempel, der zur Tendai-Richtung des Buddhismus gehört. Er befindet sich in Isumi in der Präfektur Chiba, Japan. In der traditionellen Zählung ist er der 32. der 33 Tempel der Kantō-Region.

## Geschichte
Der Überlieferung nach wurde der Tempel im 2. Jahr Daidō (807) auf Wunsch des Priesters Ennin (圓仁; 793–864) von Sakanoue no Tamuramaro (坂上 田村麻呂) erbaut.

## Anlage
Man betritt die Tempelanlage am Fuße der Anhöhe durch das Tempeltor, das hier als Niō-Tor (仁王門 Niō-mon; 1 im Plan), also als Tor mit den beiden Tempelwächtern (Niō) rechts und links vom Durchgang ausgeführt ist. Weiter oben passiert man das als Turmtor ausgeführte, freistehende „Shiten-Tor“ (四天門; 2), das den Vier Himmelskönigen (shiten[nō]) gewidmet ist. Auf der rechten Seite folgt die „Hundert-Kannon-Halle“ (百体観音堂 Hyakutai Kannon-dō; 5) und dahinter der Glockenturm (鐘楼 Shōrō; 4). Auf der linken Seite steht das kleine Okunoin-dō (奥院堂; 6). – Zu den weiteren Gebäuden gehört ein Verwaltungsgebäude (V), in dem man sein Pilgerbuch signiert bekommt.
Die gegenwärtige Haupthalle (本堂 Hondō; 3) stammt aus der Genroku-Ära (1688–1704). Rechts neben der Haupthalle ist ein kleiner Teich (7) angelegt, der den Namen Senji no ike (千尋の池), etwa „Bodenloser Teich“ trägt. Auf der anderen Seite steht ein Gedenkstein (8) für den Haiku-Dichter Matsuo Basho.

## Tempelschätze
Hauptkultfigur ist eine tausendarmige Kannon (木造千手観音 Mokuzō senshu Kannon), die gewöhnlich Kiyomizu-Kannon genannt wird. Im Oku-no-in (奥院) befindet sich eine elfköpfige Kannon (木造十一面観音 Mokuzō jūichimen Kannon). Sie ist 1,1 m hoch und ist aus dem Holz der Scheinzypresse zusammengesetzt. Diese Kannon stammt aus der Kamakura-Zeit und ist als Kulturgut der Präfektur registriert.

## Bilder

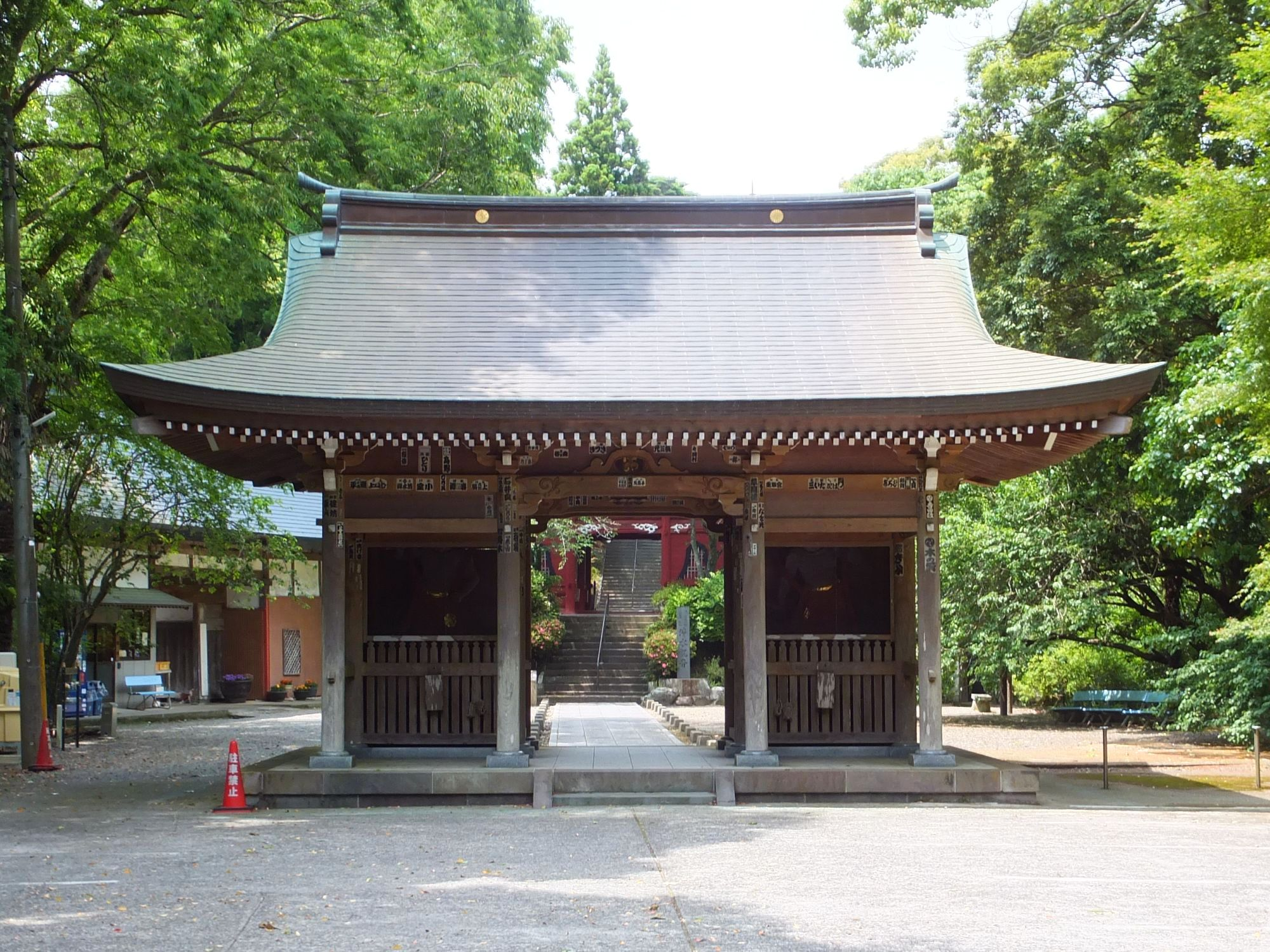
Niō-Tor
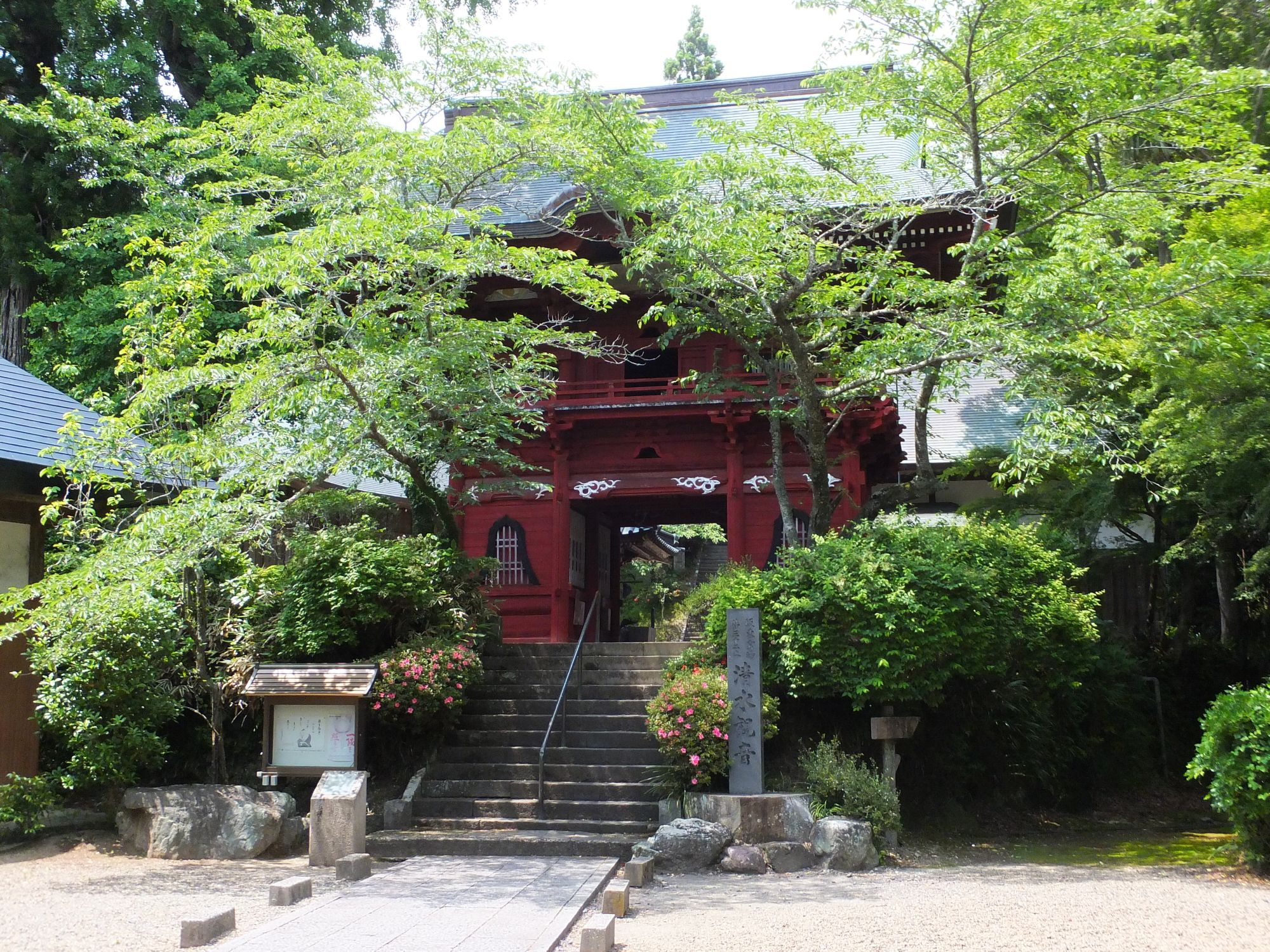
Shiten-Tor
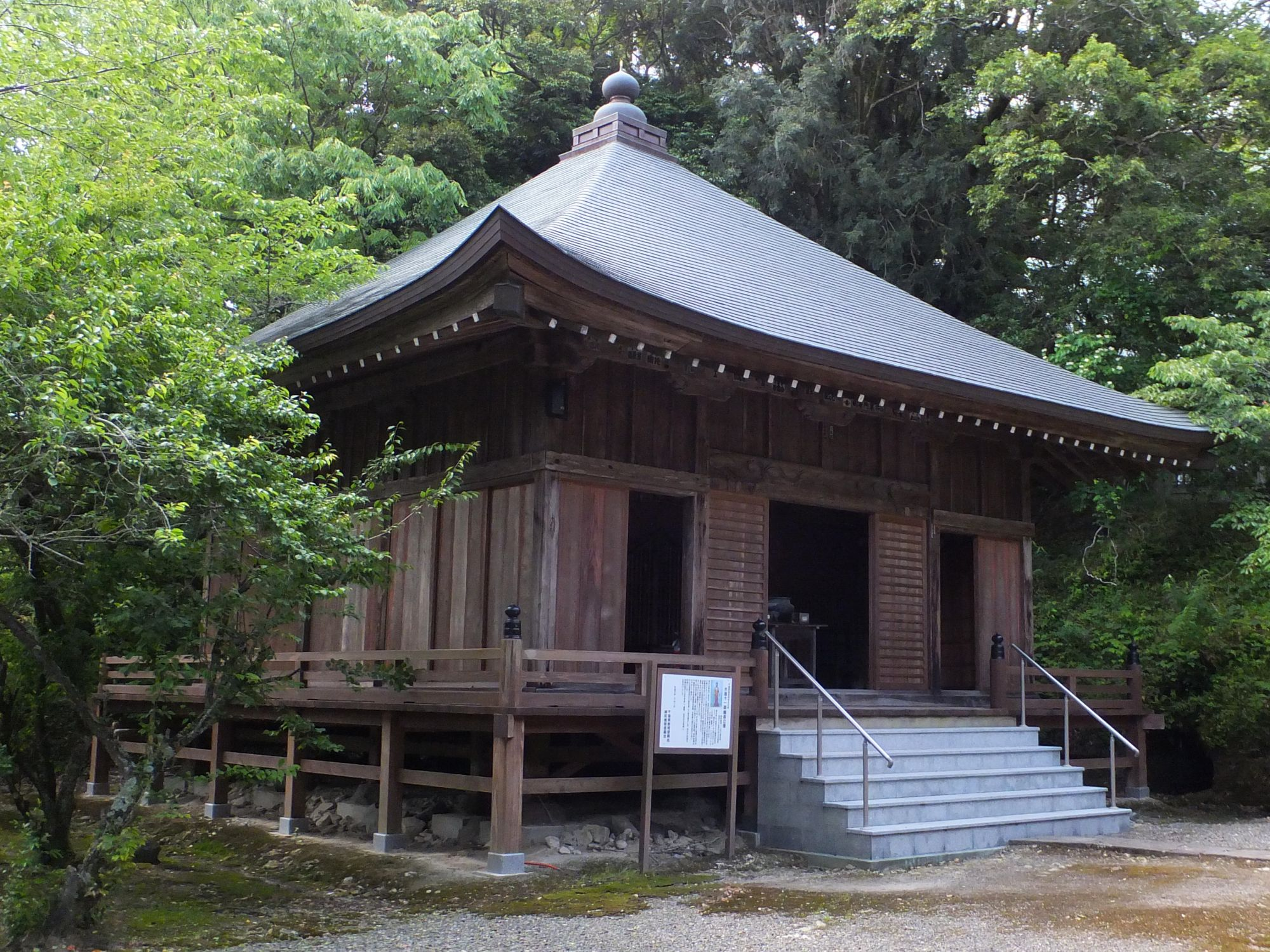
Okunoin-dō